# L'equilibrio
L'equilibrio è un film del 2017 diretto da Vincenzo Marra.

## Trama
Don Giuseppe, un presbitero campano missionario nel territorio africano, cerca di superare una crisi di fede chiedendo al suo vescovo di essere trasferito in un piccolo paese della sua terra d'origine. Don Giuseppe successivamente viene spostato in un piccolo paese napoletano, presso il quale sostituisce il parroco del quartiere, Don Antonio, il quale è estremamente impegnato nella battaglia contro le negatività dei rifiuti tossici. In seguito, il nuovo parroco si scontra con i tremendi poteri di quel luogo, dovendo accettare e superare ciò che è completamente l'opposto della positività per quanto riguarda il territorio napoletano presso il quale si è appunto spostato.

## Distribuzione
Il film è stato presentato in anteprima nell'edizione le Giornate degli Autori alla Mostra internazionale d'arte cinematografica di Venezia il 5 settembre 2017. La pellicola è uscita nelle sale cinematografiche il 21 settembre 2017.

## Accoglienza

### Incassi
In Italia al botteghino ha incassato circa 53 000 euro.

## Riconoscimenti
- 2017 - Mostra internazionale d'arte cinematografica di Venezia
  - Premio Nuovo Imaie per il miglior attore emergente a Mimmo Borrelli
  - Premio Lanterna Magica (CGS) per il miglior film[4]

- 2018 - Premio La cerasa d'oro
  - Per il Miglior attore emergente ex-equo a Mimmo Borrelli e Roberto del Gaudio

- 2018 - Bari International Film Festival
  - Premio Alberto Sordi per il miglior attore non protagonista a Roberto Del Gaudio[5]
- 2018 - Nastri d'argento
  - Candidatura per il miglior soggetto a Vincenzo Marra[6]